# GFriend
GFriend (koreanisch 여자친구) ist eine südkoreanische Girlgroup der dritten K-Pop-Generation, die 2015 von Source Music gegründet wurde. Die Gruppe debütierte offiziell am 15. Januar 2015 mit dem Mini-Album Season of Glass und der Single Glass Bead (유리구슬). Der offizielle Fanclub-Name von GFriend lautet Buddy.

## Geschichte

### 2015: Debüt mitSeason of Glass
Am 15. Januar 2015 erschien GFriends erstes Mini-Album Season of Glass zusammen mit der Single Glass Bead. Auf billboard.com erschien im Februar ein Artikel, der GFriend auf Platz 9 der Liste der meistgesehenen K-Pop-Videos im Januar 2015 führte. Bereits Ende Januar wurde die Gruppe bei Billboard erwähnt und in der Liste „Top 5 K-Pop Artists to Watch in 2015“ geführt.
Im Juli erschien GFriends zweites Mini-Album Flower Bud zusammen mit der Single Me Gustas Tu (오늘부터 우리는). International bekannt wurde GFriend im September 2015, als sich ein Video im Internet verbreitete, dass sie bei einem Auftritt mit Me Gustas Tu zeigte. Die Gruppe hatte dabei mit der von Regenwasser rutschig gewordenen Bühne zu kämpfen. Yuju und SinB fielen mehrmals hin; Yuju fiel insgesamt achtmal und verletzte sich dabei leicht. Trotzdem stand sie immer wieder auf und sang das Lied bis zu Ende, was ihr und der Gruppe viel Lob und Respekt für ihre Professionalität einbrachte.

### 2016–2017:Snowflake,LOLundThe Awakening
Am 25. Januar 2016 erschien das dritte Mini-Album Snowflake zusammen mit der Single Rough (시간을 달려서). Mit Rough konnte die Gruppe den ersten Sieg bei einer Musik-Show erringen. Insgesamt gewann die Single 15 Mal in Musik-Shows. Rough wurde der erste Nummer-eins-Hit der Gruppe und schaffte es in den Gaon Jahres-Singlecharts 2016 auf Platz 3 und in den Jahres-Downloadcharts auf Platz 1.
Am 11. Juli veröffentlichte GFriend das erste Studioalbum LOL zusammen mit der Single Navillera (너 그리고 나).
Auch diese Single brachte GFriend 14 weitere Musik-Show Wins, womit sie im Jahre 2016 ganze 29 Wins erhalten konnten.
Am 6. März 2017 erschien das vierte Mini-Album The Awakening zusammen mit der Single Fingertip (핑거팁).
Am 1. August wurde das fünfte Mini-Album Parallel zusammen mit der Single Love Whisper (귀를 기울이면) veröffentlicht. Bereits im September wurde Parallel unter dem Namen Rainbow mit der neuen Single Summer Rain (여름비) wiederveröffentlicht.

### 2018: Erstes Solo-Konzert und Japan-Debüt
Am 6. und 7. Januar gab die Gruppe ihre ersten beiden Solo-Konzerte in Seoul. Einige Tage später kündigte die Gruppe ihre erste Tournee mit dem Namen „Season of GFriend“ an. Die Tournee startete am 28. Februar in Taiwan und wird die Gruppe im Laufe des Jahres unter anderem auch nach Japan und auf die Philippinen führen.
Am 30. April erschien das sechste Mini-Album Time for the Moon Night zusammen mit der gleichnamigen Single.
Am 23. Mai debütierte GFriend offiziell in Japan mit dem Album 今日から私たちは ~GFRIEND 1st BEST~.
Am 10. Juli veröffentlichte GFriend ihr siebtes Mini-Album Sunny Summer zusammen mit der gleichnamigen Single
Am 10. Oktober erschien ihre erste original-japanische Single Memoria mit der japanischen Version ihrer koreanischen Single "夜(Time for the moon night).

### 2019: 2. Studio-Album, weitere japanische Singles, Japan/Asien-Tour
Am 14. Januar veröffentlichte GFriend ihr 2. Studio-Album mit 13 Titeln und der Single Sunrise (해야).
Am 13. Februar erschien ihre 2. japanische Single Sunrise (JP Ver.) zusammen mit der Single La Pam Pam.
Am 14. Februar wird die 3. japanische Single FLOWER mit dem gleichnamigen Lied und einem weiteren namens Beautiful.
GFriend wird im Frühjahr/Sommer 2019 zuerst auf eine Japan-Tour, dann auf ihre 2. Asien-Tour gehen.
Am 1. Juli veröffentlichte die Gruppe ihre EP Fever Season mit der Single Fever (열대야).

## Mitglieder
| Bild (2018) | Name       | Geburtsname         | Geburtstag (Alter)    | Geburtsort | Position          |
| ----------- | ---------- | ------------------- | --------------------- | ---------- | ----------------- |
|             | Sowon 소원 | Kim So-jeong 김소정 | 7. Dezember 1995 (29) | Seoul      | Team leader Vocal |
|             | Yerin 예린 | Jung Ye-rin 정예린  | 19. August 1996 (28)  | Seoul      | Vocal, Lead Dance |
|             | Eunha 은하 | Jung Eun-bi 정은비  | 30. Mai 1997 (28)     | Seoul      | Lead Vocal        |
|             | Yuju 유주  | Choi Yu-na 최유나   | 4. Oktober 1997 (27)  | Ilsan      | Main Vocal        |
|             | SinB 신비  | Hwang Eun-bi 황은비 | 3. Juni 1998 (27)     | Cheongju   | Vocal, Main Dance |
|             | Umji 엄지  | Kim Ye-won 김예원   | 19. August 1998 (26)  | Incheon    | Vocal             |

## Diskografie
Studioalben

| Jahr | Titel Musiklabel                         | Höchstplatzierung, Gesamtwochen, AuszeichnungChartplatzierungen (Jahr, Titel, Musiklabel, Platzierungen, Wochen, Auszeichnungen, Anmerkungen) | Höchstplatzierung, Gesamtwochen, AuszeichnungChartplatzierungen (Jahr, Titel, Musiklabel, Platzierungen, Wochen, Auszeichnungen, Anmerkungen) | Anmerkungen                            |
| Jahr | Titel Musiklabel                         | KR | JP | Anmerkungen                            |
| ---- | ---------------------------------------- | --- | --- | -------------------------------------- |
| 2016 | LOL Source Music, LOEN Entertainment     | KR3 (59 Wo.)KR | — | Erstveröffentlichung: 11. Juli 2016    |
| 2019 | Time for Us Source Music, Kakao M        | KR2 (10 Wo.)KR | — | Erstveröffentlichung: 14. Januar 2019  |
| 2020 | 回:Walpurgis Night Source Music, Kakao M | KR3 (11 Wo.)KR | — | Erstveröffentlichung: 9. November 2020 |